# Oriane Ondono
Oriane Ondono (Alfortville, 14 de abril de 1996) é uma jogadora de handebol francesa.

## Carreira
Começou no handebol aos 13 anos no time AS Cannes de 2009 a 2016. Jogou pela primeira vez no campeonato francês sub-18, depois no N2F e finalmente integrou totalmente o time principal do D2F em 2014. Ao mesmo tempo, ela também retorna ao centro de esperança de Hyères-Toulon.
Em 2015, conquistou o ouro nos três campeonatos universitários com a equipe de handebol UNSS de Nice Sophia Antipolis. Em 2016 ingressou no centro de treinamento de Handebol CJF Fleury Loiret. Após dois anos, assinou contrato profissional pela primeira vez em 2018. Em 2017, participou do Campeonato Europeu de Handebol de Praia, terminando na sétima colocação. Em 16 de maio de 2019, foi selecionada para realizar um estágio de verão na seleção francesa de handebol feminino pelo técnico nacional Olivier Krumbholz.
Nos Jogos Olímpicos de Verão de 2024, em Paris, conquistou a medalha de prata no torneio feminino do handebol, após confronto na final contra a equipe norueguesa.